# Fair Park
Le Dallas Fair Park un complexe éducatif et de loisirs de 1,12 km2 situé à Dallas au Texas, États-Unis.

## Histoire
Ses neuf musées, ses salles de spectacles et sa grande roue ont été classés comme National Historic Landmark. Une partie des bâtiments, de style Art déco, a été construite en 1936 à l'occasion de l'exposition internationale Texas Centennial Exposition (en), qui accueillit plus de six millions de visiteurs. 
Le complexe accueille chaque année la foire de Dallas (State Fair of Texas).
Un circuit automobile temporaire fut tracé dans le parc pour accueillir le Grand Prix automobile de Dallas de Formule 1, il s'agit du Circuit de Fair Park.

## Localisation
Le parc se trouve à l'est du centre de Dallas.